# Мучоли, Агон
Агон Фатмир Мучоли (дат. Agon Fatmir Muçolli; род. 26 сентября 1998, Фредерисия, Вайле) — албанский и датский футболист, нападающий «Оденсе», выступающий на правах аренды за шведский «Варберг».

## Клубная карьера
Футболом начала заниматься в клубе «Фредерисия», откуда перешёл в молодёжную команду «Вайле». За его основной состав дебютировал в матче первого раунда кубка Дании с «Миддельфартом» 4 августа 2015 года. Мучоли вышел на поле во втором тайме и реализовал свою попытку в серии послематчевых пенальти. В сезоне 2017/18 вместе с клубом занял первое место в турнирной таблице и вышел в Суперлигу. В январе 2019 года расторг контракт с «Вайле».
В начале 2019 года проходил просмотр в «Эсбьерге», но в итоге 18 февраля вернулся во «Фредерисию». В её составе провёл два года, за время которых принял участие в 53 матчах и забил 19 мячей. В январе 2021 года перешёл в норвежский «Кристиансунн», с которым заключил контракт, рассчитанный на три с половиной года. 12 мая в домашнем поединке с «Будё-Глимт» дебютировал в чемпионате Норвегии, появившись на поле в конце второго тайма.
8 июля 2022 года вернулся в Данию, где подписал четырёхлетнее соглашение с «Оденсе». 18 июля сыграл первую игру за основной состав клуба в чемпионате Дании в игре с «Норшелланном». 30 июня 2023 года на правах аренды перешёл в шведский «Варберг». Срок соглашения рассчитан до конца 2024 года с правом выкупа для шведского клуба. 3 сентября во встрече с «Броммапойкарной» дебютировал в чемпионате Швеции, выйдя в стартовом составе.

## Карьера в сборной
Выступал за юношеские сборные Дании различных возрастов. В ноябре 2017 года получил вызов в молодёжную сборную Албании. В её составе дебютировал 14 ноября в товарищеском матче с Грузией.

## Личная жизнь
Младший брат, Арбнор, также профессиональный футболист. Родители родом из Подуево, откуда из-за войны переехали в Данию в 1998 году.

## Клубная статистика
| Выступление      | Выступление      | Выступление      | Лига | Лига | Кубки | Кубки | Конт. кубки | Конт. кубки | Итого | Итого |
| Клуб             | Лига             | Сезон            | Игры | Голы | Игры  | Голы  | Игры        | Голы        | Игры  | Голы  |
| ---------------- | ---------------- | ---------------- | ---- | ---- | ----- | ----- | ----------- | ----------- | ----- | ----- |
| Вайле            | 1-й дивизион     | 2015/16          | 1    | 0    | 1     | 0     | 0           | 0           | 2     | 0     |
| Вайле            | 1-й дивизион     | 2016/17          | 24   | 4    | 2     | 0     | 0           | 0           | 26    | 4     |
| Вайле            | 1-й дивизион     | 2017/18          | 6    | 0    | 2     | 0     | 0           | 0           | 8     | 0     |
| Вайле            | Итого            | Итого            | 31   | 4    | 5     | 0     | 0           | 0           | 36    | 4     |
| Фредерисия       | 1-й дивизион     | 2018/19          | 9    | 2    | 0     | 0     | 0           | 0           | 9     | 2     |
| Фредерисия       | 1-й дивизион     | 2019/20          | 28   | 9    | 3     | 3     | 0           | 0           | 31    | 12    |
| Фредерисия       | 1-й дивизион     | 2020/21          | 12   | 5    | 1     | 0     | 0           | 0           | 13    | 5     |
| Фредерисия       | Итого            | Итого            | 49   | 16   | 4     | 3     | 0           | 0           | 53    | 19    |
| Кристиансунн     | Элитсерия        | 2021             | 26   | 4    | 3     | 1     | 0           | 0           | 29    | 5     |
| Кристиансунн     | Элитсерия        | 2022             | 9    | 1    | 2     | 1     | 0           | 0           | 11    | 2     |
| Кристиансунн     | Итого            | Итого            | 35   | 5    | 5     | 2     | 0           | 0           | 40    | 7     |
| Оденсе           | Суперлига        | 2022/23          | 10   | 0    | 1     | 0     | 0           | 0           | 11    | 0     |
| Оденсе           | Итого            | Итого            | 10   | 0    | 1     | 0     | 0           | 0           | 11    | 0     |
| Варберг          | Алльсвенскан     | 2023             | 5    | 0    | 0     | 0     | 0           | 0           | 5     | 0     |
| Варберг          | Итого            | Итого            | 5    | 0    | 0     | 0     | 0           | 0           | 5     | 0     |
| Всего за карьеру | Всего за карьеру | Всего за карьеру | 130  | 25   | 15    | 5     | 0           | 0           | 145   | 30    |